# Shook
Shook е седмият сингъл, издаден от канадската банда Thousand Foot Krutch от петия си студиен албум Welcome To The Masquerade. Песента достига #21 на Billboard Hot Christian Songs. В Канада песента дебютира под #100 на канадските песни. Песента е бонус към албума.